# Белочерковски рид
Белочерковски рид е планински рид в Западните Родопи, североизточно разклонение на рида Чернатица, между долините на реките Първенецка (Тамръшка) и Чепеларска, на територията на области Пловдив и Смолян.
Рида има форма на равнобедрен триъгълник обърнат с основата си на североизток, която е дълга около 20 км, а височината на триъгълника също около 20 км. На север и североизток (основата на триъгълника) чрез добре изразен разсед се спуска стръмно към Горнотракийската низина в района на Пловдив, а на запад достига до дълбоката долина на Първенецка (Тамръшка река) и десният ѝ приток Лилковска река. На изток и югоизток долината на Чепеларска река го отделя от Добростански рид и Радюва планина, а на юг долината на Ореховска река (ляв приток на Чепеларска) от останалата част на рида Чернатица. Западно от село Орехово чрез висока седловина се свързва орографски с Чернатица. От река Луковица се разделя на две части – северна и южна.
Най-високите му части са в югозападния му ъгъл, в близост до стиковката му с останалата част на рида Чернатица. Тук се издига връх Свети Илия (1705,4 м). Други по-високи върхове са Бяла черква (1646,2 м), Руен (1325,9 м) и др. Изграден е предимно от гнайси, а северните му склонове от мрамори и старотерциерни конгломерати и пясъчници. Високите му части са покрити с гъсти иглолистни, а по-ниските – с широколистни гори.
Поради близостта си до град Пловдив в Белочерковски рид са изградени и функционират множество хижи, почивни станции, летовица и други пунктове за отмора, спорт и туризъм.
- Хижи: „Равнища“, „Здравец“, „Чернатица“, „Руен“, „Бяла черква“.
- Летовища: „Студенец“, „Бяла черква“.
- Манастири: Кукленски (югозападно от град Куклен), Горноводенски „Свети Кирик“ (южно от кв. Горни Воден на Асеновград), „Св. Георги Победоносец“ (южно от село Белащица), „Св. св. Петър и Павел“ (в летовище „Бяла черква“).
- Природни и архитектурни забележителности: Человешката пещера (западно от село Орехово), Ситовски надпис и крепостта Щутград (северно от село Ситово, Асенова крепост (южно от Асеновград), село Косово.
- Курорт: Нареченски минерални бани.

В планината и по нейните склонове и подножия са разположени 2 града Асеновград и Куклен и 21 села: Бачково, Белащица, Бойково, Брестник, Гълъбово, Дедово, Добралък, Извор, Косово, Лилково, Лясково, Марково, Нареченски бани, Орехово, Първенец, Руен, Ситово, Хвойна, Храбрино, Цар Калоян и Яврово.
По източното, югоизточното и западното подножие на рида преминават участъци от 2 пътя от Държавната пътна мрежа:
- По източното и югоизточното подножие на рида, по долината на Чепеларска река от Асеновград до село Хвойна, на протежение от 32,8 км – участък от второкласен път № 86 Пловдив – Асеновград – Смолян – ГКПП „Рудозем“;
- По западното му подножие по долината на Първенецка (Тамръшка река) и десният ѝ приток Лилковска река, между селата Първенец и Лилково, на протежение от 26,8 км – участък на третокласен път № 862 Пловдив – Първенец – Лилково.[1]

## Топографска карта
- Лист от карта K-35-62. Мащаб: 1 : 100 000.
- Лист от карта K-35-74. Мащаб: 1 : 100 000.